# Cheiloclinium
Cheiloclinium Miers – rodzaj roślin należący do rodziny dławiszowatych (Celastraceae R. Br.). Obejmuje 15 gatunków występujących naturalnie w strefie tropikalnej obu Ameryk.

## Systematyka
Pozycja i podział według APWeb (2001...)
Rodzaj należący do rodziny dławiszowatych (Celastraceae R. Br.), rzędu dławiszowców (Celestrales Baskerville), należącego do kladu różowych w obrębie okrytonasiennych.
Wykaz gatunków
| - Cheiloclinium anomalum Miers - Cheiloclinium articulatum (A.G.Sm.) A.C.Sm. - Cheiloclinium belizense (Standl.) A.C.Sm. - Cheiloclinium cognatum (Miers) A.C.Sm. - Cheiloclinium diffusiflorum (Miers) A.C.Sm. - Cheiloclinium habropodum A.C.Sm. - Cheiloclinium hippocrateoides (Peyr.) A.C.Sm. - Cheiloclinium klugii A.C.Sm. | - Cheiloclinium minutiflorum (A.C.Sm.) A.C.Sm. - Cheiloclinium neglectum A.C.Sm. - Cheiloclinium obtusum A.C.Sm. - Cheiloclinium pedunculatum (A.C.Sm.) A.C.Sm. - Cheiloclinium puberulum Lombardi - Cheiloclinium schwackeanum Loes. - Cheiloclinium serratum (Cambess.) A.C.Sm. |